# La Tinaja San Gabriel
La Tinaja San Gabriel är en ort i Mexiko.   Den ligger i kommunen Tantoyuca och delstaten Veracruz, i den sydöstra delen av landet, 230 km norr om huvudstaden Mexico City. La Tinaja San Gabriel ligger 120 meter över havet och antalet invånare är 344.
Terrängen runt La Tinaja San Gabriel är lite kuperad, och sluttar västerut. Runt La Tinaja San Gabriel är det ganska tätbefolkat, med 72 invånare per kvadratkilometer. Närmaste större samhälle är Tantoyuca, 10,4 km öster om La Tinaja San Gabriel. Trakten runt La Tinaja San Gabriel består till största delen av jordbruksmark.